# Vacrothele yunnanica
Espèce
Synonymes
- Macrothele yunnanica Zhu & Song, 2000

Vacrothele yunnanica est une espèce d'araignées mygalomorphes de la famille des Macrothelidae.

## Distribution
Cette espèce est endémique du Yunnan en Chine,. Elle se rencontre dans le xian de Mengla.

## Description
Le mâle holotype mesure 11,40 mm.

## Systématique et taxinomie
Cette espèce a été décrite sous le protonyme Macrothele yunnanica par en Zhu & Song, 2000. Elle est placée dans le genre Vacrothele par Wu, Yang, He et Yang en 2022.

## Étymologie
Son nom d'espèce lui a été donné en référence au lieu de sa découverte, le Yunnan.

## Publication originale
- Zhu & Song, 2000 : « Review of the Chinese funnel-web spiders of the genus Macrothele, with descriptions of two new species (Araneae: Hexathelidae). » The Raffles Bulletin of Zoology, vol. 48, no 1, p. 59-64 (texte intégral).